# غسان علي عثمان
إعلامي وكاتب وباحث سودانى في الفلسفة وعلم الأجتماع

## النشأة
السودان /الخرطوم بحرى.

## نبذة
يعتبر غسان من ضمن المفكرين السودانيين المعاصرين، حيث تناولت أعماله موضوعات تتعلق بالنقد الأدبى ، و الدراسات الاجتماعية، والفكر الفلسفى. و عُرف غسان بمشروعه الثقافي الذي تناول قضايا الهوية السودانية وجذور التكوين الثقافي والاجتماعي في البلاد.

## المناصب
تولى غسان علي عثمان عدة مناصب في المجال الثقافي والإعلامي من بينها:
مدير هيئة الخرطوم للصحافة و النشر. 
شغل منصب رئيس هيئة تحرير "مجلة أوراق الثقافية"، و"مجلة الخرطوم الجديدة".
شغل منصب مدير "مشروع الـ 100 كتاب في الثقافة"الذي يهدف إلى توثيق الإرث الثقافي السوداني وتعزيز الاهتمام بالقراءة في السودان.

## المؤلفات
صدر لغسان علي عثمان عدد من المؤلفات التى تناولت قضايا السياسية والمجتمع في الفكر السوداني من أبرزها :
1. عنف النخبة - قراءة في جذور التكوين والامتياز"  2018. [5] وتم أصدار الطبعة الثانية للكتاب.[6]
2. الهوية السودانية (تفكيك المقولات الفاسدة) 2015.[7]
3. ديكور العويل (في معنى السيرة). 2014.[6]
4. العلمانية (المفهوم والإشكال).
5. مشروع العقل والعقلانية في إطار الفكر الإسلامي(المعتزلة نموذجاً) / 2007م
6. الوقوف على كتف المدينة (في الأدب والنقد)[8]
7. نحو جابريَّة جديدة في الوعي العربي(محمد عابد الجابري)  من الفلسفة إلى سيسيولوجيا الوعي (قراءة نقدية تحليلية في كتاب “تكوين العقل العربي”) 2024م.[9]
8. محمد  عابد الجابري (قراءة نقدية في نقد التراث).

وله قراءات ،بحوث  ومقالات منشورة حول قضايا التراث والنهضة العربية من منظور نقدي في دوريات عربية مختلفة من بينها:
- طه حسين .. مصر والقطيعة مع المشرق .[10]

- هل انتقلت الحرب من السياسة إلى العرق.[11]

- السودان: نحو عقد اجتماعي جديد.[12]

- تشقق اليسار الإسرائيلي.. أمن طريق إلى حل الدولتين.[13]

جدل الدولة والمجتمع (1): من عِيّلُ عَلَى مَن؟! 
- مَا بَعْدَ الْحَدَاثَة.. (المثقف) الوعي بالوكالة وأوهام الناطقية.[15]
- أعطني حرية المعرفة والتفكير والكلام والمعتقد.[16]

- نحو عقد اِجتماعي سوداني.. الثنائيات اَلمزيفة: (أوْلَاد الْبحر/ أوْلَاد الغرب) [17]

- الوطن كـ(شَهْوَة).. لماذا عجز السودانيون عن صِناعةٍ (الوطن).[18]

## الأسلوب الأدبي
تجمع كتابات غسان علي عثمان بين السرد والتحليل للقضايا بالإضافة لتصوير الأحداث كما اهتم بشكل خاص بمشروع المفكر محمد عابد الجابري في نقد العقل العربي وكتب حوله عدداً من المقالات والدراسات.

## البرامج
- معد  ومقدم  برنامج “الورّاق”[20] على قناة سودانية 24، حيث ناقش عبره قضايا متنوعة تتعلق بالشأن السوداني، متناولاً إشكاليات الهوية، التراث، والتحديات الفكرية التي تواجه المجتمع السوداني.

- برنامج أجندة سودانية.

- برنامج أضاءة من كتاب : يستعرض فيه بأسلوب سلس مقتطفات من كتابات وشهادات مثقفين سودانيين وغربيين عن السودان

- برنامج مفهوم  : الذي يدور حول إعادة النظر في تاريخ  الاجتماعي وتفكيك مصادر العنف في السودان.

شارك في تقديم عدد من المحاضرات والفعاليات الثقافية من بينها:
- محاضرة بعنوان " دوبريه: الميديولوجيا والكتابة العربية.

/ مركز الشيخ إبراهيم بن محمد آل خليفة للثقافة والبحوث.
- محاضرة بعنوان : لا فرق بين الروائي والمؤرخ في محاضرة نقدية بالنادي الثقافي/عمان[22]

- العقلانية والتنوير في فلسفة ابن رشد - غسان علي عثمان/مكة.

- محاضرة بعنوان قراء في مشروع محمد عابد الجابري في نقد العقل العربي /الجمعية العمانية للكتاب والأدباء.[23]

- الهيومانيزم بين الجاحظ وفوكو -مقارنه نقديه/بيت عبدالله الزّايد/البحرين. [24]

- السّودان تأريخه ومكوّناته وواقعه /برنامج في الصورة.

- حوار حول النخبة السودانية - بودكاست فنجان.

## أنظر أيضًا
- أحمد إلياس حسين
- مكي شبيكة
- يوسف فضل

## قائمة المراجع
1. 1 2  Mazin (7 ديسمبر 2024). "غسان علي عثمان: رائد الفكر والنقد في السودان". الأحداث نيوز. مؤرشف من الأصل في 2025-01-24. اطلع عليه بتاريخ 2025-03-15.
2. ↑  "الخرطوم بحري.. وحكاوي المراهقة المُتعَبة (1/4) .. بقلم: غسان علي عثمان". سودانايل. 8 نوفمبر 2022. مؤرشف من الأصل في 2022-11-08. اطلع عليه بتاريخ 2025-03-15.
3. ↑  "غسان ع عثمان.. و«مناوشة» سيرة الفرسان!". سودارس. اطلع عليه بتاريخ 2025-03-15.
4. ↑  "غسان علي عثمان: "المساعي التي يقوم بها الرئيس الأذربيجاني إلهام علييف تعطي نتائج إيجابية"". azertag.az. اطلع عليه بتاريخ 2025-03-15.
5. ↑  حمد، زهير عثمان (28 ديسمبر 2024). "السودان: عنف النخبة – قراءة في جذور التكوين والامتياز". صحيفة الراكوبة. مؤرشف من الأصل في 2025-01-21. اطلع عليه بتاريخ 2025-03-15.
6. 1 2  "(عنف النخبة: قراءة في جذور التكوين والامتياز) إصدارة ثانية لغسان علي عثمان". صحيفة السوداني. 22 يناير 2024. مؤرشف من الأصل في 2024-01-23. اطلع عليه بتاريخ 2025-03-15.
7. ↑  "تفكيك المقولات الفاسدة عند غسان عثمان .. بقلم: زين العابدين صالح عبد الرحمن". سودانايل. 12 يوليو 2017. مؤرشف من الأصل في 2024-02-27. اطلع عليه بتاريخ 2025-03-15.
8. ↑  محمد, غسان علي عثمان. تحميل كتاب الوقوف على كتف المدينة PDF - غسان علي عثمان محمد (بالإنجليزية).
9. ↑  "كتاب جديد لغسان علي عثمان.. (نحو جابريَّة جديدة في الوعي العربي) محمد عابد الجابري – من الفلسفة إلى سيسيولوجيا الوعي (قراءة نقدية تحليلية في كتاب "تكوين العقل العربي")". صحيفة السوداني. 27 نوفمبر 2024. مؤرشف من الأصل في 2025-01-17. اطلع عليه بتاريخ 2025-03-15.
10. ↑  "مجلة الكلمة - طه حسين .. مصر والقطيعة مع المشرق". www.alkalimah.net. مؤرشف من الأصل في 2025-01-24. اطلع عليه بتاريخ 2025-03-15.
11. ↑  "السودان: هل انتقلت الحرب من السياسة إلى العرق؟ .. بقلم: غسان علي عثمان". سودانايل. 30 يوليو 2023. مؤرشف من الأصل في 2023-08-01. اطلع عليه بتاريخ 2025-03-15.
12. ↑  "السودان: نحو عقد اجتماعي جديد | مجلة الفيصل". مؤرشف من الأصل في 2024-10-01. اطلع عليه بتاريخ 2025-03-15.
13. ↑  عثمان، غسان علي (8 مارس 2025). "تشقق اليسار الإسرائيلي.. أمن طريق إلى حل الدولتين؟!". جريدة عمان. مؤرشف من الأصل في 2025-04-06. اطلع عليه بتاريخ 2025-03-15.
14. ↑  "جدل الدولة والمجتمع (1): من عِيّلُ عَلَى مَن؟! .. بقلم: غسان علي عثمان". سودانايل. 24 فبراير 2016. اطلع عليه بتاريخ 2025-03-15.
15. ↑  عثمان, غسان علي (16 Nov 2020). "مَا بَعْدَ الْحَدَاثَة.. (المثقف) الوعي بالوكالة وأوهام الناطقية". صحيفة المثقف (بar-aa). Retrieved 2025-03-15.{{استشهاد ويب}}:  صيانة الاستشهاد: لغة غير مدعومة (link)
16. ↑  "أعطني حرية المعرفة والتفكير والكلام والمعتقد بقلم: غسان على عثمان". دنيا الرأي. مؤرشف من الأصل في 2012-07-13. اطلع عليه بتاريخ 2025-03-15.
17. ↑  "نَحْوُ عَقْدٍ اِجْتِمَاعِيٍّ سُودَانِيّ.. الثُّنَائِيَّات اَلْمُزَيَّفَة: (أوْلَاد الْبَحْر/ أوْلَاد الغَرْب) .. بقلم: غسان علي عثمان". سودانايل. 18 أغسطس 2023. مؤرشف من الأصل في 2025-03-26. اطلع عليه بتاريخ 2025-03-15.
18. ↑  "الوطن كـ(شَهْوَة).. لماذا عجز السودانيون عن صِناعةٍ (الوطن)؟". سودان حر ديمقراطي. 6 أغسطس 2023. اطلع عليه بتاريخ 2025-03-15.
19. ↑  "غسان عثمان لـ"الرؤية": جلالة السلطان جذّر "ديموقراطية اجتماعية" حين أعاد ترتيب القبيلة في جوف الدولة الحديثة". جريدة الرؤية العمانية. 31 ديسمبر 2018. اطلع عليه بتاريخ 2025-03-15.
20. ↑  فضيلة الفاروق، فضيلة (السبت 29 صفر 1439هـ -18 نوفمبر 2017 م). "الورّاق". جريدة الرياض. {{استشهاد بدورية محكمة}}: تحقق من التاريخ في: |تاريخ= (مساعدة)
21. ↑  "الباحث السوداني غسان عثمان يستقرئ "دوبريه: الميديولوجيا والكتابة العربية" في مركز الشيخ إبراهيم". جريدة الوطن. 19 ديسمبر 2020.
22. ↑  شذى البلوشية (11 يوليو 2023). "غسان علي عثمان: لا فرق بين الروائي والمؤرخ في محاضرة نقدية بالنادي الثقافي". جريدة عمان. مؤرشف من الأصل في 2023-11-12. {{استشهاد بدورية محكمة}}: line feed character في |عنوان= في مكان 43 (مساعدة)
23. ↑  عمان، جريدة (1 يناير 2019). "في محاضرة يقدمها غسان عثمان - «الكتاب والأدباء» تستقرئ اليوم مشروع محمد عابد الجابري". جريدة عمان. اطلع عليه بتاريخ 2025-03-15.
24. ↑  "الهيومانيزم بين الجاحظ وفوكو-مقارنه نقديه". مركز الشيخ إبراهيم بن محمد آل خليفة للثقافة والبحوث. مؤرشف من الأصل في 2025-01-22. اطلع عليه بتاريخ 2025-03-15.

## وصلات خارجية
- إذاعة ثمانية – النخبة السودانية (حلقة يوتيوب)
- برنامج "إضاءة من كتاب" – حلقة على يوتيوب
- "مفهوم" – مقطع من برنامج على قناة ناسنا (Instagram)
- برنامج "الورّاق" – حلقة على قناة سودانية 24 (يوتيوب)